# Infrarijk
Een infrarijk, Latijn: infraregnum, is  een taxonomische rang ('taxon') in de biosystematiek. Het wordt gebruikt in de biologie en paleontologie om, tezamen met andere taxonomische rangen, de biodiversiteit van de levende en fossiele organismen hiërarchisch te ordenen. In deze hiërarchie bevindt de taxonomische rang 'infrarijk' zich tussen de hogere rang onderrijk en de lagere rang superstam (superphylum). 